# وندا
وندا (به لاتین: Venda) یک جمهوری سابق در جنوب آفریقا بود و در بین سال‌های ۱۹۷۹ تا ۱۹۹۴ حیات داشت. وندا در شمال شرقی کشور آفریقای جنوبی واقع شده بود